# Rosa Salmelin
Rosa Aleksandra Salmelin, född 18 oktober 1890 i Lembois, död 20 februari 1963 i Helsingfors, var en finländsk företagsledare. 
Salmelin make Sulo Salmelin hade 1922 förvärvat bryggeriet Pyynikki Oy i Tammerfors, vars ledning hon övertog sedan hon 1930 blivit änka. Hon blev 1934 chef för bryggerikoncernen, som under hennes tid växte stadigt och förutom öl även började tillverka mineralvatten och lemonad. Hon tilldelades industriråds titel 1950.